# Jules Feiffer

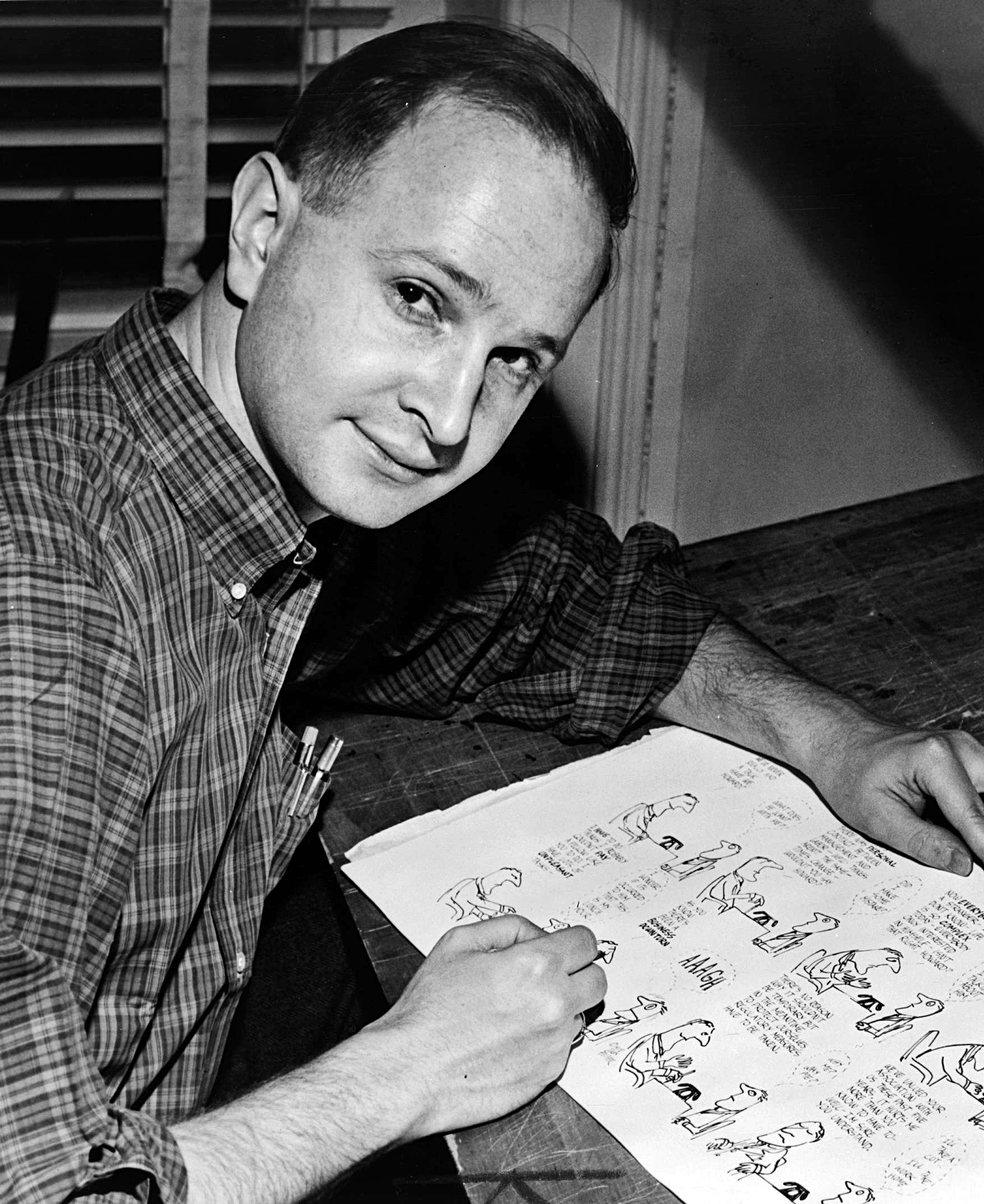
Jules Feiffer (1958)

Jules Feiffer (* 26. Januar 1929 in New York City, New York; † 17. Januar 2025 ebenda) war ein US-amerikanischer Comic-Strip-Zeichner. Er verfasste auch Drehbücher für Kinofilme und Theaterstücken. 1986 gewann er den Pulitzer-Preis für seine redaktionelle Karikatur in The Village Voice. 2004 wurde er in die Comic Book Hall of Fame aufgenommen, 2014 in die American Academy of Arts and Sciences gewählt.

## Leben und Werk
Feiffer wurde in der Bronx, einem Stadtbezirk von New York, geboren. In den 1940er Jahren wurde Feiffer als Helfer für Will Eisner angestellt. Dort lernte er bei der Arbeit an Eisners gefeierten Comic Strip The Spirit, Geschichten mit Wörtern und Bildern zu erzählen. Feiffer schrieb auch das Bühnenstück Little Murders, das Drehbuch für Mike Nichols 1971 gedrehten Film Die Kunst zu lieben, illustrierte den Kinderbuchklassiker The Phantom Tollbooth und gewann 1961 einen Oscar für seinen kurzen Zeichentrickfilm Munro. Außerdem hat er die Drehbücher für den Film Popeye – Der Seemann mit dem harten Schlag von Robert Altman und den Film I Want to Go Home von Alain Resnais sowie eine Filmversion von Little Murders geschrieben.
Die Cartoons von Feiffer wurden ab 42 Jahren in The Village Voice veröffentlicht und sind in 19 Büchern gesammelt worden. Sie sind auch in der Los Angeles Times, The New Yorker, Esquire, Playboy und The Nation erschienen.
Er wurde 1997 von der New York Times beauftragt, seinen ersten op-ed page comic strip zu schaffen, der monatlich bis zum Jahr 2000 lief. Feiffer illustrierte preisgekrönte Kinderbücher, einschließlich The Man in the Ceiling und A Barrel of Laughs, a Vale of Tears.
Feiffer war außerordentlicher Professor an der Southampton Universität. Vorher unterrichtete er an der Yale School of Drama und der Northwestern University. Er war Senior Fellow des Columbia University National Arts Journalism Program. Feiffer war ein Mitglied des Dramatists Guild Council und ist in die American Academy of Arts and Letters gewählt worden. Er erhielt 2004 den National Cartoonist Society Milton Caniff Lifetime Achievement Award und die Auszeichnung Creativity Foundation’s 2006 Laureate.
Feiffers im Jahr 1985 geborene Tochter Halley Feiffer arbeitet als Schauspielerin.

## Werke (Auswahl)
- Kill My Mother, Liveright, 2014

## Hörspiele
- Der Fluch des Lachens (SWR 2001, Regie: Leonhard Koppelmann)

## Filmografie (Auswahl)
- 1971: Kleine Mörder (Little Murders)
- 1971: Die Kunst zu lieben (Carnal Knowledge)
- 1980: Popeye – Der Seemann mit dem harten Schlag (Popeye)
- 1989: I Want to Go Home
- 2017: Bernard and Huey

## Einzelnachweis
1. ↑  Jules Feiffer, Cartoonist, Playwright and Screenwriter, Dies at 95. In: ca.news.yahoo.com. 21. Januar 2025, abgerufen am 21. Januar 2025.

| Personendaten    | Personendaten                              |
| ---------------- | ------------------------------------------ |
| NAME             | Feiffer, Jules                             |
| KURZBESCHREIBUNG | US-amerikanischer Comic-Strip-Karikaturist |
| GEBURTSDATUM     | 26. Januar 1929                            |
| GEBURTSORT       | New York City                              |
| STERBEDATUM      | 17. Januar 2025                            |
| STERBEORT        | New York City                              |